# Hufu
El HuFu (acrónimo de Human toFu) es un producto alimenticio falso, supuestamente compuesto por un tipo de soja diseñada para parecerse a la carne humana, tanto en el sabor como en la textura. La página web en la que se comercializaba el hufu estuvo operativa desde mayo de 2005 hasta junio de 2006, cuando fue cerrada. Los creadores afirmaron que Milla Jovovich acuñó el término después de oír hablar del desarrollo del producto durante un viaje en el tren Eurostar de Londres a París. Aunque desde el comienzo los creadores de Hufu plantearon el producto como una broma de mal gusto mucha gente estuvo interesada en adquirirlo.

## Historia
El Hufu fue promocionado como "la alternativa saludable a la carne humana" para "caníbales que quieren dejar el hábito", aunque originariamente fue inventado para que los estudiantes de antropología sintieran la experiencia del canibalismo. Su sitio web anunciaba que hufu también era "un alimento muy conveniente para los caníbales. ¡No más viernes por la noche cazando! Quédese en casa y disfrute del delicioso sabor de hufu". 
Mark Nuckols (fundador y CEO de Hufu, LLC) –entonces estudiante en la Tuck School of Business– afirmó que el concepto de Hufu se le ocurrió cuando estaba comiendo un sándwich de "tofurkey" (sucedáneo de pavo hecho con tofu) mientras leía Good To Eat: Riddles of Food and Culture, un libro sobre el canibalismo escrito por el antropólogo Marvin Harris.

## Publicidad
Samantha Bee entrevistó a Nuckols en el programa The Daily Show. En la entrevista, Nuckols dijo: "Creo que una gran parte del placer de comer el producto Hufu es imaginar que estás comiendo carne humana. En ese momento, usted puede unirse fraternalmente a los caníbales... Si realmente quieren experimentar lo más cerca posible una experiencia de canibalismo, Hufu es su mejor opción". Nuckols también fue entrevistado por una variedad de programas de radio y medios impresos, incluyendo a The Harvard Crimson y The Stanford Daily.

## Cierre de la web
La página oficial de Hufu fue cerrada en agosto de 2006, cuando aparecieron multitud de quejas en organismos de defensa del consumidor y denuncias por estafa (muchos habían pagado pero nadie había recibido el producto). Según Mark Nuckols, cerró el sitio web simplemente porque "el mundo ha dejado en el pasado el hufu, y el sitio web era demasiado caro para mantenerlo". 